# Thalassoma purpureum
Thalassoma purpureum là một loài cá biển thuộc chi Thalassoma trong họ Cá bàng chài. Loài này được mô tả lần đầu tiên vào năm 1775.

## Từ nguyên
Từ định danh của loài cá này, purpureum, trong tiếng Latinh có nghĩa là "màu tím", hàm ý đề cập đến các vệt đốm màu hồng tím (hoặc đỏ) trên cơ thể của cá đực.

## Phạm vi phân bố và môi trường sống
T. purpureum có phạm vi phân bố rộng rãi trên khắp Ấn Độ Dương - Thái Bình Dương, và trải rộng đến Đông Thái Bình Dương. Từ Biển Đỏ, loài này được ghi nhận theo bờ biển Đông Phi đến Nam Phi, bao gồm Madagascar và các đảo quốc, bãi ngầm xung quanh; từ vùng biển phía nam Ấn Độ, T. purpureum xuất hiện tại các đảo quốc Nam Á, đảo Giáng Sinh và quần đảo Cocos (Keeling), trải dài xuống đến bờ biển Tây Úc; từ biển Andaman, phạm vi của loài này mở rộng đến hầu hết vùng biển các nước Đông Nam Á, ngược lên phía bắc đến đảo Đài Loan và Nam Nhật Bản, về phía nam đến rạn san hô Great Barrier và bờ biển Đông Úc; ở phía đông, T. purpureum được ghi nhận tại vùng biển bao quanh các đảo quốc và quần đảo thuộc châu Đại Dương (bao gồm cả quần đảo Hawaii), mở rộng phạm vi đến Costa Rica và Panama, bao gồm các hòn đảo xa bờ thuộc Trung Mỹ (ngoại trừ ở quần đảo Revillagigedo).
T. purpureum sống gần các rạn san hô viền bờ, thường tập trung ở vùng có sóng, độ sâu đến 20 m.

## Mô tả
T. purpureum có chiều dài cơ thể tối đa được ghi nhận là 46 cm. Cá cái có đầu và thân màu xanh lục. Đầu có nhiều vệt đốm màu đỏ, đặc biệt là sọc chữ V màu đỏ trên mõm, ngay trước mắt. Mỗi bên thân có 2 dải sọc đỏ dọc theo chiều dài của thân, và có nhiều vạch sọc đứng màu đỏ trên vảy. Vây lưng và vây hậu môn có các dải màu đỏ dọc theo gốc vây và cận rìa. Cá đực trưởng thành có màu xanh lục lam với các vệt đốm lớn màu đỏ hồng trên đầu. Ngoài hai dải sọc dài bên thân, cá đực có thêm một dải sọc dọc lưng. Vây đuôi bo tròn, cụt dần ở cá đực (có viền màu hồng tím ở hai thùy).
Hình thái của cá cái lẫn cá đực T. purpureum khá tương đồng với loài Thalassoma trilobatum, và cả hai loài có cùng phạm vi phân bố với nhau. Tuy vậy, T. trilobatum cái lại không có vệt chữ V trên mõm như T. purpureum, còn T. purpureum đực không có đầu màu nâu cam như T. trilobatum.
Số gai ở vây lưng: 8; Số tia vây ở vây lưng: 12 - 14; Số gai ở vây hậu môn: 3; Số tia vây ở vây hậu môn: 10 - 12; Số tia vây ở vây ngực: 15 - 17.

## Sinh thái và hành vi
Thức ăn của T. purpureum là các loài thủy sinh không xương sống (chủ yếu là động vật có vỏ như nhím biển) và cá nhỏ. T. purpureum sinh sản theo nhóm và là một loài lưỡng tính tiền nữ (protogynous hermaphrodite).
Loài này được xem là một loại cá cảnh, và cũng được đánh bắt trong các hoạt động câu cá giải trí.